# Campionati europei di judo 2014
I Campionati europei di judo 2014 sono stati la 25ª edizione della competizione organizzata dalla European Judo Union.
Si sono svolti a Montpellier, in Francia, dal 24 al 27 aprile 2014.

## Medagliere
| Pos.   | Paese                | Oro | Argento | Bronzo | Totale |
| ------ | -------------------- | --- | ------- | ------ | ------ |
| 1      | Francia              | 7   | 4       | 4      | 15     |
| 2      | Georgia              | 3   | 2       | 0      | 5      |
| 3      | Paesi Bassi          | 2   | 1       | 1      | 4      |
| 4      | Russia               | 1   | 3       | 3      | 7      |
| 5      | Ungheria             | 1   | 0       | 4      | 5      |
| 6      | Kosovo               | 1   | 0       | 0      | 1      |
| 6      | Rep. Ceca            | 1   | 0       | 0      | 1      |
| 8      | Germania             | 0   | 3       | 5      | 8      |
| 9      | Slovenia             | 0   | 1       | 2      | 3      |
| 10     | Azerbaigian          | 0   | 1       | 1      | 2      |
| 11     | Bosnia ed Erzegovina | 0   | 1       | 0      | 1      |
| 12     | Austria              | 0   | 0       | 2      | 2      |
| 12     | Polonia              | 0   | 0       | 2      | 2      |
| 14     | Armenia              | 0   | 0       | 1      | 1      |
| 14     | Bielorussia          | 0   | 0       | 1      | 1      |
| 14     | Croazia              | 0   | 0       | 1      | 1      |
| 14     | Israele              | 0   | 0       | 1      | 1      |
| 14     | Lituania             | 0   | 0       | 1      | 1      |
| 14     | Portogallo           | 0   | 0       | 1      | 1      |
| 14     | Romania              | 0   | 0       | 1      | 1      |
| 14     | Ucraina              | 0   | 0       | 1      | 1      |
| Totale | Totale               | 16  | 16      | 32     | 64     |

## Podi

### Uomini
| Evento        | Oro                     | Argento               | Bronzo                              |
| fino a 60 kg  | Beslan Mudranov         | Amiran P'ap'inashvili | Hovhannes Davtyan İlqar Müşkiyev    |
| fino a 66 kg  | Loïc Korval             | David Larose          | Michajl Puljaev Dzmitryj Šeršan'    |
| fino a 73 kg  | Dex Elmont              | Ugo Legrand           | Rok Drakšič Miklós Ungvári          |
| fino a 81 kg  | Avtandil Ch'rik'ishvili | Loïc Pietri           | Szabolcs Krizsán Sven Maresch       |
| fino a 90 kg  | Varlam Lip'art'eliani   | Kirill Voprosov       | Alexandre Iddir Krisztián Tóth      |
| fino a 100 kg | Lukáš Krpálek           | Elmar Qasımov         | Adlan Bisultanov Cyrille Maret      |
| oltre 100 kg  | Teddy Riner             | Adam Okruashvili      | André Breitbarth Marius Paškevičius |
| Squadre       | Georgia                 | Russia                | Germania Francia                    |

### Donne
| Evento       | Oro                 | Argento            | Bronzo                              |
| fino a 48 kg | Éva Csernoviczki    | Amandine Buchard   | Maryna Černjak Kristina Rumjanceva  |
| fino a 52 kg | Majlinda Kelmendi   | Natal'ja Kuzjutina | Andreea Ştefania Chiţu Gili Cohen   |
| fino a 57 kg | Automne Pavia       | Miryam Roper       | Sabrina Filzmoser Telma Monteiro    |
| fino a 63 kg | Clarisse Agbegnenou | Tina Trstenjak     | Agata Ozdoba-Błach Anicka van Emden |
| fino a 70 kg | Kim Polling         | Laura Vargas Koch  | Bernadette Graf Barbara Matić       |
| fino a 78 kg | Audrey Tcheuméo     | Marhinde Verkerk   | Abigél Joó Lucie Louette Kanning    |
| oltre 78 kg  | Émilie Andéol       | Larisa Cerić       | Franziska Konitz Jasmin Külbs       |
| Squadre      | Francia             | Germania           | Polonia Slovenia                    |